# Fante-Anne
Fante-Anne er en norsk stumfilm fra 1920 af Rasmus Breistein. Filmen bygger på en fortælling af Kristofer Janson fra 1868.
Fante-Anne er den første norske filmatisering som kun benytter sig af professionelle skuespillere, der iblandt Asta Nielsen. Filmen udnyttede det norske landskab og bondelivsstilen hvor filmens handling finder sted. Filmen var den første film hvor Kommunernes Filmcentral og landets biografejere gik op i filmproduktionen.

## Handling
Den forældreløse pige Anne, bliver opdraget af familien Storlein. Drevet af jalousi da sønnen i familien svigter sit løfte om át leve sammen med hende og gifter sig med en anden hævner hun sig ved at sætte ild til huset gården. En anden mand Jon, som elsker hende, tager skylden for brandstiftelsen, får flere års straffarbejde på Akershus slot. Da han slipper ud møder Anne ham ved porten, og de flytter sammen til Amerika.

## Medvirkende
- Asta Nielsen - Anne Fante-Anne
- Einar Tveito - Jon Sandbakken
- Johanne Bruhn - konen på gården
- Lars Tvinde - Haldor, hendes sønn
- Dagmar Myhrvold - Annes mor
- Henny Skjønberg - Jons mor
- Kristine Ullmo - Margit Moen, rig gårdspige
- Magnus Falkberget - en nabodreng
- Anders Skrede - lensmanden
- Edvard Drabløs
- Elsa Vang - Anne som barn
- Olaf Solberg - Haldor som barn